# Bert Cartman
Herbert Redvers Cartman (28 tháng 2 năm 1900 – 5 tháng 4 năm 1955) là một cầu thủ bóng đá người Anh thi đấu ở vị trí tiền đạo. Sinh ra ở Bolton, ông thi đấu cho Waterloo Temperance, Bolton Wanderers, Manchester United và Tranmere Rovers.